# اریکو ساتو (بازیکن فوتبال)
اریکو ساتو (انگلیسی: Eriko Sato؛ زادهٔ ۲۵ نوامبر ۱۹۸۵) بازیکن فوتبال است که در تیم ملی فوتبال زنان ژاپن بازی کرده‌است.